# Мазуркевич Юрій Миколайович
Юрій Миколайович Мазуркевич (нар. 6 травня 1942, Львів) — український радянський і американський скрипаль, музичний педагог.

## Біографія
Народився 6 травня 1942 року у місті Львові. 1965 року закінчив Московську консерваторію (клас Давида Ойстраха); у 1967 році — асистентуру-стажування при ній. Після здобуття освіти працював солістом Укрконцерту та одночасно викладав у Київській консерваторії. 
1974 емігрував до Канади, потім до США. З 1985 року — професор Бостонського університету.

## Творчість
Виступав із концертами в Торонто у 1974 році, Нью-Йорку у 1976 році та інших містах, у дуеті з дружиною, скрипалькою Даною Померанц-Мазуркевич, а також із симфонічними оркестрами. Проводив гастролі містами колишнього Радянського Союзу, по США, Канаді, Австралії, країнах Південної Америки та Азії.
У репертуарі твори Віктора Косенка, Бориса Лятошинського, Мирослава Скорика, Сергія Прокоф'єва, Петра Чайковського, Йозефа Гайдна, Вольфганга Амадея Моцарта, Сезара Франка, Геога Філіппа Телеманна.

## Відзнаки
- Лауреат міжнародних конкурсів скрипалів у Гельсінкі у 1962 році, Мюнхені у 1966 році, Монреалі у 1969 році;
- Заслужений артист УРСР з 1968 року.